# Dichostatoides ugandae
Dichostatoides ugandae är en skalbaggsart som först beskrevs av Stefan von Breuning 1935.  Dichostatoides ugandae ingår i släktet Dichostatoides och familjen långhorningar. Inga underarter finns listade i Catalogue of Life.